# Chateau Belair
Chateau Belair es una localidad de Santa Lucía que forma parte del distrito de Soufrière.